# 捕虫网

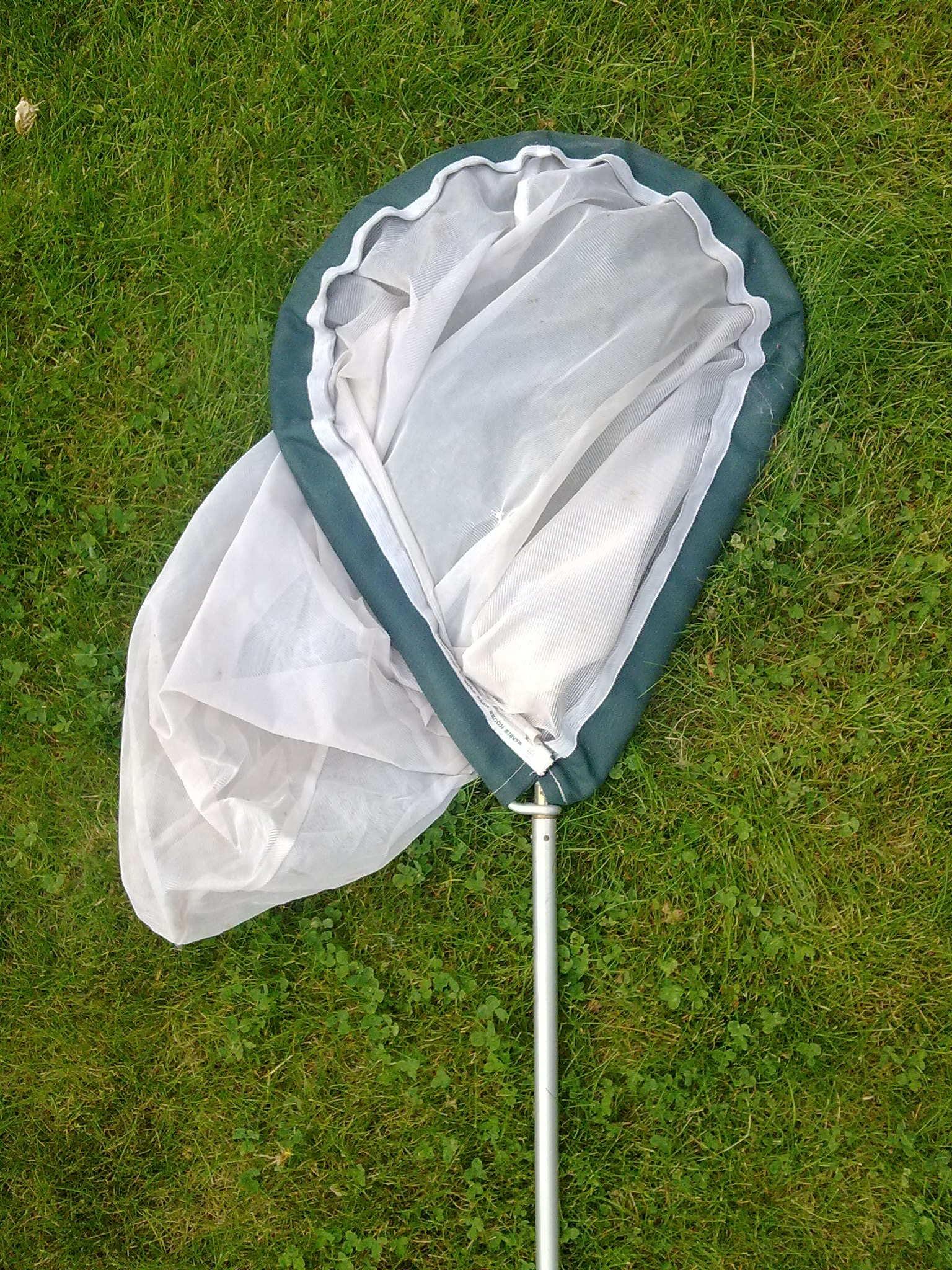
捕網

捕虫网是一种工具，用于捕捉在陆地上飞行或爬行的昆虫，例如蝴蝶、蜘蛛等。捕虫网多数由木头以及丝条制成，方便采集各种昆虫。由網柄、網框和網袋三部份所組成。

## 種類
捕蟲網分為以下幾種：捕網、掃網、水網、受網及傘網。

### 捕網
捕網用來捕捉飛蟲，是最常用的蟲網。網柄的材料多為木製、竹製或金屬製，柄長約1 ~ 1.5 公尺。網框直徑約30 ~50 公分。網袋材質通常為尼龍紗，可避免傷及蝴蝶翅膀鱗粉與小型昆蟲逃逸；深度約為網口直徑的1.5 ~ 2倍。

### 掃網
掃網用來捕捉草地或樹叢間的昆蟲，和前者大同小異，但柄長只有約1 公尺左右，材質較捕網堅固。

### 水網
水網用來捕捉水中昆蟲。材質不論網柄、網框和網袋以金屬製為多。柄長視實際需要而定。網框直徑約 20 ~35公分。網袋深度通常只有10 ~20 公分。

### 受網、傘網
受網和傘網是特殊的蟲網，用來收集具有假死習性(或噴灑殺蟲劑後)而從樹上掉落的昆蟲。

## 另見
- 昆蟲採集